# Matt Jones (hockey sur glace)
Matt Jones (né le 8 août 1983 à Downers Grove dans l'État d'Illinois aux États-Unis) est un joueur professionnel américain de hockey sur glace. Il évoluait au poste de défenseur.

## Biographie
Il a évolué au niveau universitaire avec les Fighting Sioux de l'Université du Dakota du Nord de 2001 à 2005. Après avoir complété sa première saison à l'université, il est repêché par les Coyotes de Phoenix au 80e rang, troisième tour du repêchage d'entrée dans la LNH 2002. Il prend part au championnat du monde junior en 2003 avec l'équipe des États-Unis.
Il joue 16 parties avec les Coyotes lors de sa première saison professionnelle en 2005-2006 et joue la majorité de la saison dans la Ligue américaine de hockey avec le Rampage de San Antonio, équipe affiliée aux Coyotes. En trois saisons avec la franchise de l'Arizona, il joue un total de 106 matchs dans la LNH pour un but et onze points.
Il manque la totalité de la saison 2009-2010 à cause d'une commotion cérébrale Il se retire du hockey professionnel après cette saison.

## Statistiques

### En club
| Saison     | Équipe                       | Ligue      |     | Saison régulière | Saison régulière | Saison régulière | Saison régulière | Saison régulière |   | Séries éliminatoires | Séries éliminatoires | Séries éliminatoires | Séries éliminatoires | Séries éliminatoires |
| Saison     | Équipe                       | Ligue      | PJ  | B                | A                | Pts              | Pun              | PJ               | B | A                    | Pts                  | Pun                  |                      |                      |
| 1999-2000  | Gamblers de Green Bay        | USHL       | 54  | 1                | 4                | 5                | 59               | 13               | 0 | 0                    | 0                    | 2                    |                      |                      |
| 2000-2001  | Gamblers de Green Bay        | USHL       | 52  | 3                | 10               | 13               | 58               | 4                | 0 | 0                    | 0                    | 2                    |                      |                      |
| 2001-2002  | Université du Dakota du Nord | WCHA       | 37  | 2                | 5                | 7                | 20               | -                | - | -                    | -                    | -                    |                      |                      |
| 2002-2003  | Université du Dakota du Nord | WCHA       | 39  | 1                | 6                | 7                | 26               | -                | - | -                    | -                    | -                    |                      |                      |
| 2003-2004  | Université du Dakota du Nord | WCHA       | 41  | 7                | 14               | 21               | 40               | -                | - | -                    | -                    | -                    |                      |                      |
| 2004-2005  | Université du Dakota du Nord | WCHA       | 43  | 6                | 10               | 16               | 66               | -                | - | -                    | -                    | -                    |                      |                      |
| 2005-2006  | Rampage de San Antonio       | LAH        | 59  | 2                | 11               | 13               | 46               | -                | - | -                    | -                    | -                    |                      |                      |
| 2005-2006  | Coyotes de Phoenix           | LNH        | 16  | 0                | 2                | 2                | 14               | -                | - | -                    | -                    | -                    |                      |                      |
| 2006-2007  | Rampage de San Antonio       | LAH        | 24  | 0                | 2                | 2                | 23               | -                | - | -                    | -                    | -                    |                      |                      |
| 2006-2007  | Coyotes de Phoenix           | LNH        | 45  | 1                | 6                | 7                | 39               | -                | - | -                    | -                    | -                    |                      |                      |
| 2007-2008  | Coyotes de Phoenix           | LNH        | 45  | 0                | 2                | 2                | 10               | -                | - | -                    | -                    | -                    |                      |                      |
| 2007-2008  | Rampage de San Antonio       | LAH        | 5   | 0                | 0                | 0                | 0                | -                | - | -                    | -                    | -                    |                      |                      |
| 2008-2009  | Rampage de San Antonio       | LAH        | 58  | 2                | 4                | 6                | 40               | -                | - | -                    | -                    | -                    |                      |                      |
| Totaux LNH | Totaux LNH                   | Totaux LNH | 106 | 1                | 10               | 11               | 63               | -                | - | -                    | -                    | -                    |                      |                      |

### En équipe nationale
| Année | Compétition                 |   | PJ | B | A | Pts | Pun      |  | Résultat |
| 2003  | Championnat du monde junior | 7 | 0  | 3 | 3 | 6   | 4e place |  |          |

## Trophées et honneurs personnels
- 2003-2004 : nommé dans la deuxième équipe d'étoiles de la WCHA.
- 2004-2005 : nommé dans la troisième équipe d'étoiles de la WCHA.